# Придворје (Конавле)
Придворје  је насељено место у саставу општине Конавле, Дубровачко-неретванска жупанија, Република Хрватска.

## Име
У Придворју је за време Дубровачке републике било седиште кнеза и кнежев двор, па је место због близине двора названо Придворје (при двору).

## Географски положај
Придворје се налази под планином Снијежницом уз ивицу Конавоског поља, 3 км источно од аеродрома Дубровник у Чилипима.

## Историја
До територијалне реорганизације у Хрватској налазило се у саставу старе општине Дубровник.
Дубровачка република је 1419. купила Горње Конавле (источни део Конавала) од српског великаша Сандаља Хранића а 1426. Доње (западни део) од српског кнеза Радослава Павловића. Становништво је било делом богумилско, па је Република позвала фрањевце из Босне ради проповедања хришћанства, а 1429. године је одлучила да им изгради самостан у Поповићима, да би им мало касније дала локацију уз црквицу св. Мартина у Придворју (седишту кнеза) и доделила материјална средства. Овај највећи грађевински подухват у Конавлима завршен је 1438, а 1464. самостан је под управом Провинције св. Франа у Дубровнику. Грађевина је клаустралног типа с црквом као јужним крилом. Остала три крила су стамбена (једноспратна). Црква је обновљена и освећена 1822. године. Источно крило датира из 1894. године.

## Становништво
На попису становништва 2011. године, Придворје је имало 236 становника.
| Број становника по пописима | Број становника по пописима | Број становника по пописима | Број становника по пописима | Број становника по пописима | Број становника по пописима | Број становника по пописима | Број становника по пописима | Број становника по пописима | Број становника по пописима | Број становника по пописима | Број становника по пописима | Број становника по пописима | Број становника по пописима | Број становника по пописима | Број становника по пописима |
| --------------------------- | --------------------------- | --------------------------- | --------------------------- | --------------------------- | --------------------------- | --------------------------- | --------------------------- | --------------------------- | --------------------------- | --------------------------- | --------------------------- | --------------------------- | --------------------------- | --------------------------- | --------------------------- |
| 1857                        | 1869                        | 1880                        | 1890                        | 1900                        | 1910                        | 1921                        | 1931                        | 1948                        | 1953                        | 1961                        | 1971                        | 1981                        | 1991                        | 2001                        | 2011                        |
| 433                         | 450                         | 441                         | 458                         | 466                         | 412                         | 378                         | 358                         | 382                         | 379                         | 359                         | 310                         | 249                         | 266                         | 255                         | 236                         |

Напомена: Од 1857. до 1971. садржи податке за бивша насеља Драговине и Опраси која су 1900, 1910. и 1948. исказивана као насеља.

### Попис1991.
На попису становништва 1991. године, насељено место Придворје је имало 266 становника, следећег националног састава:
| Попис 1991.‍  | Попис 1991.‍  | Попис 1991.‍ | Попис 1991.‍ | Попис 1991.‍ |
| ------------ | ------------ | ----------- | ----------- | ----------- |
|              |              |             |             |             |
| Хрвати       | Хрвати       |             | 245         | 92,10%      |
| Срби         | Срби         |             | 8           | 3,00%       |
| неопредељени | неопредељени |             | 4           | 1,50%       |
| непознато    | непознато    |             | 9           | 3,38%       |
| укупно: 266  |              |             |             |             |

## Привреда
Привреда у Придворју се заснива на пољопривреди.

## Културни споменици
- Црква св. Влаха

У оквиру самостана Св. Влаха постоји истоимена црква. Површина цркве износи 245 м², а звоника 16 м². Звоник је висок 21 метар. Црква има три мермерна олтара саграђена приликом обнове 1819. Главни олтар, св. Влаха (слика с ликовима св. Влаха, св. Фрање, св. Мартина, св. Николе и Госпе — олеат (уљани рад) Целестина Медовића из 1880), св. Крижа (дрвен целина Христа 15. век, Петровићева пластика, пренесена из самостана на Дакси) и св. Анте (кип свеца серијске производње). Слика Госпе од седам жалости набављена је 1893. у Италији. Три звона су набављена и благословљена 1936. Платан пред самостаном је засађен 1810. године. Ту је било и гробље становника Придворја до почетка 19. века.
Самостан је региствован као споменик културе прве категорије код Регионалног завода за заштиту споменика културе и природе у Сплиту.

## Спорт
- МНК „Придворје“ је основан 2003. Такмичи се у 1. ЖМНЛ Дубровник — Неретва исток